# Harbouey
Harbouey é uma comuna francesa na região administrativa de Grande Leste, no departamento de Meurthe-et-Moselle. Estende-se por uma área de 10,14 km². Em 2010 a comuna tinha 123 habitantes (densidade: 12,1 hab./km²).